# 梶本惠美
梶本 惠美（かじもと えみ、6月27日 - ）は、日本の脚本家（日本脚本家連盟、日本放送作家協会に所属）。元東京フィルムオブアート・スクール講師。チベット体操伝導師。

## 来歴・人物
京都府京都市出身。1980年に同志社大学文学部文化学科国文学専攻を卒業。
専業主婦時代の1987年、シナリオ・センター本科に入学。その後、夫の転勤に伴ったアメリカから、日本のコンクールに応募し続けた。第16回創作テレビドラマ大賞（平成3年度）に、『春むかし』で入選を果たした。

## 脚本

### テレビドラマ（連続）
タイトル太字は、単独作品と思われるもの。
中部日本放送「ドラマ30」
- 風たちの遺言（1995）
- キッパリ!（2007、原作：上大岡トメ）
- キッパリ!!（2008、原作：上大岡トメ）

東海テレビ「昼の帯ドラマ」
- その時がきた（1997）
- いのちの器（1998、原作：上原きみ子）
- 風の行方（1999）
- 幸福の明日（2000）
- 永遠の君へ（2004）

- 新・御宿かわせみ（1997、テレビ朝日）

NHK「金曜時代劇」
- 物書同心いねむり紋蔵（1998）
- 御宿かわせみ 第一〜三章（2003・2004・2005）

- 石光真清の生涯（1998、NHK BS-2）
- コスメの魔法・コスメの魔法2（2004・2005、TBS「愛の劇場」、原作：あいかわももこ）

NHK「土曜時代劇」
- オトコマエ!2（2009）
- 隠密八百八町（2011）

NHK「土曜ドラマ」
- ボーダーライン（2014）[5]
- ひきこもり先生（2021）

### テレビドラマ（単発など）
- 世にも奇妙な物語「いいかげん」（1992年6月11日） ※原案（脚本は武上純希）
- 春むかし（1992年8月22日、NHK「土曜ドラマ」） ※デビュー作[2]
- ビーナスハイツ（1992年、毎日放送「JTドラマBOX」）
- 橋の雨（1996年7月19日、フジ）
- 美人三姉妹温泉芸者が行く! 第4作（1997年6月6日、フジ）
- 狩矢父娘シリーズ 第1〜6作（2000-2005年、テレビ朝日）
- てのひらのメモ（2010年10月23日、NHK）

### ラジオドラマ
- 妻の知らない夫のいくつかのこと（2013、NHK-FM FMシアター）
- Teko Poko Cafe（2023、NHK-FM FMシアター）

### 朗読劇
- ブッダとテロリスト（2009、原作：サティシュ・クマール）[4]

### 戯曲
- ヒロシマ、時の音[1]

## 出演

### テレビドラマ
- 家出娘（2022年3月22日、NHK）- 湯浅真由美 役[6][7]

## 主張
新型コロナウィルス感染症対策としてのマスクについて「感染予防にはならない」「大人が外さないと子どもたちは外せない」「酸素不足で脳の発育によくない」「免疫力の低下」などを理由に挙げて着用は不要と主張し、自らも実行している。